# Saint-Mandé
Pour les articles homonymes, voir Saint-Mandé (homonymie).
Saint-Mandé est une commune française située dans le département du Val-de-Marne en région Île-de-France.
Il s'agit d'une ville résidentielle huppée,, surnommée la Neuilly de l'Est parisien,. Elle est limitrophe de Paris au-delà de la porte de Saint-Mandé et de la porte de Vincennes.

## Géographie
Les communes limitrophes sont Paris, Montreuil et Vincennes.

### Localisation

Localisation de Saint-Mandé dans le Val-de-Marne.

Saint-Mandé est la cinquième plus petite commune en superficie de la région francilienne. Saint-Mandé a pour seules communes limitrophes : Vincennes, Montreuil et les 12e et 20e arrondissements de Paris.

### Climat
Pour des articles plus généraux, voir Climat de l'Île-de-France et Climat du Val-de-Marne.
En 2010, le climat de la commune est de type climat océanique altéré, selon une étude du CNRS s'appuyant sur une série de données couvrant la période 1971-2000. En 2020, Météo-France publie une typologie des climats de la France métropolitaine dans laquelle la commune est toujours exposée à un climat océanique altéré et est dans la région climatique Sud-ouest du bassin Parisien, caractérisée par une faible pluviométrie, notamment au printemps (120 à 150 mm) et un hiver froid (3,5 °C).
Pour la période 1971-2000, la température annuelle moyenne est de 12,3 °C, avec une amplitude thermique annuelle de 15,5 °C. Le cumul annuel moyen de précipitations est de 634 mm, avec 10,4 jours de précipitations en janvier et 7,6 jours en juillet. Pour la période 1991-2020, la température moyenne annuelle observée par la station météorologique la plus proche, située à Paris à 5 km à vol d'oiseau, est de 13,3 °C et le cumul annuel moyen de précipitations est de 667,4 mm,. Pour l'avenir, les paramètres climatiques de la commune estimés pour 2050 selon différents scénarios d'émission de gaz à effet de serre sont consultables sur un site dédié publié par Météo-France en novembre 2022.
| Mois                                  | jan.             | fév.             | mars          | avril         | mai            | juin           | jui.           | août           | sep.          | oct.          | nov.            | déc.            | année      |
| ------------------------------------- | ---------------- | ---------------- | ------------- | ------------- | -------------- | -------------- | -------------- | -------------- | ------------- | ------------- | --------------- | --------------- | ---------- |
| Température minimale moyenne (°C)     | 3,4              | 3,5              | 5,6           | 7,8           | 11             | 14,1           | 16             | 15,8           | 12,7          | 9,9           | 6,4             | 4               | 9,2        |
| Température moyenne (°C)              | 5,8              | 6,6              | 9,6           | 12,7          | 16             | 19,1           | 21,3           | 21,2           | 17,7          | 13,7          | 9,1             | 6,2             | 13,3       |
| Température maximale moyenne (°C)     | 8,2              | 9,7              | 13,7          | 17,5          | 21             | 24,1           | 26,5           | 26,5           | 22,7          | 17,5          | 11,8            | 8,5             | 17,3       |
| Record de froid (°C) date du record   | −13,8 17.01.1985 | −11,6 07.02.1991 | −6,2 13.03.13 | −2 12.04.1986 | 2,3 07.05.1997 | 6,1 30.06.1981 | 8,7 19.07.1986 | 8,6 27.08.1985 | 5 30.09.18    | −1 28.10.03   | −6,3 23.11.1998 | −8 29.12.1996   | −13,8 1985 |
| Record de chaleur (°C) date du record | 17,5 27.01.03    | 22,9 27.02.19    | 27,3 31.03.21 | 31,5 20.04.18 | 36 27.05.05    | 37,6 27.06.11  | 41,9 25.07.19  | 40,2 07.08.03  | 36,5 08.09.23 | 30,7 01.10.11 | 22,5 07.11.15   | 17,5 16.12.1989 | 41,9 2019  |
| Précipitations (mm)                   | 50,9             | 44,9             | 46,1          | 49,2          | 75,1           | 54,8           | 57,1           | 59,3           | 49            | 56,7          | 57,6            | 66,7            | 667,4      |

### Voies de communication et transports

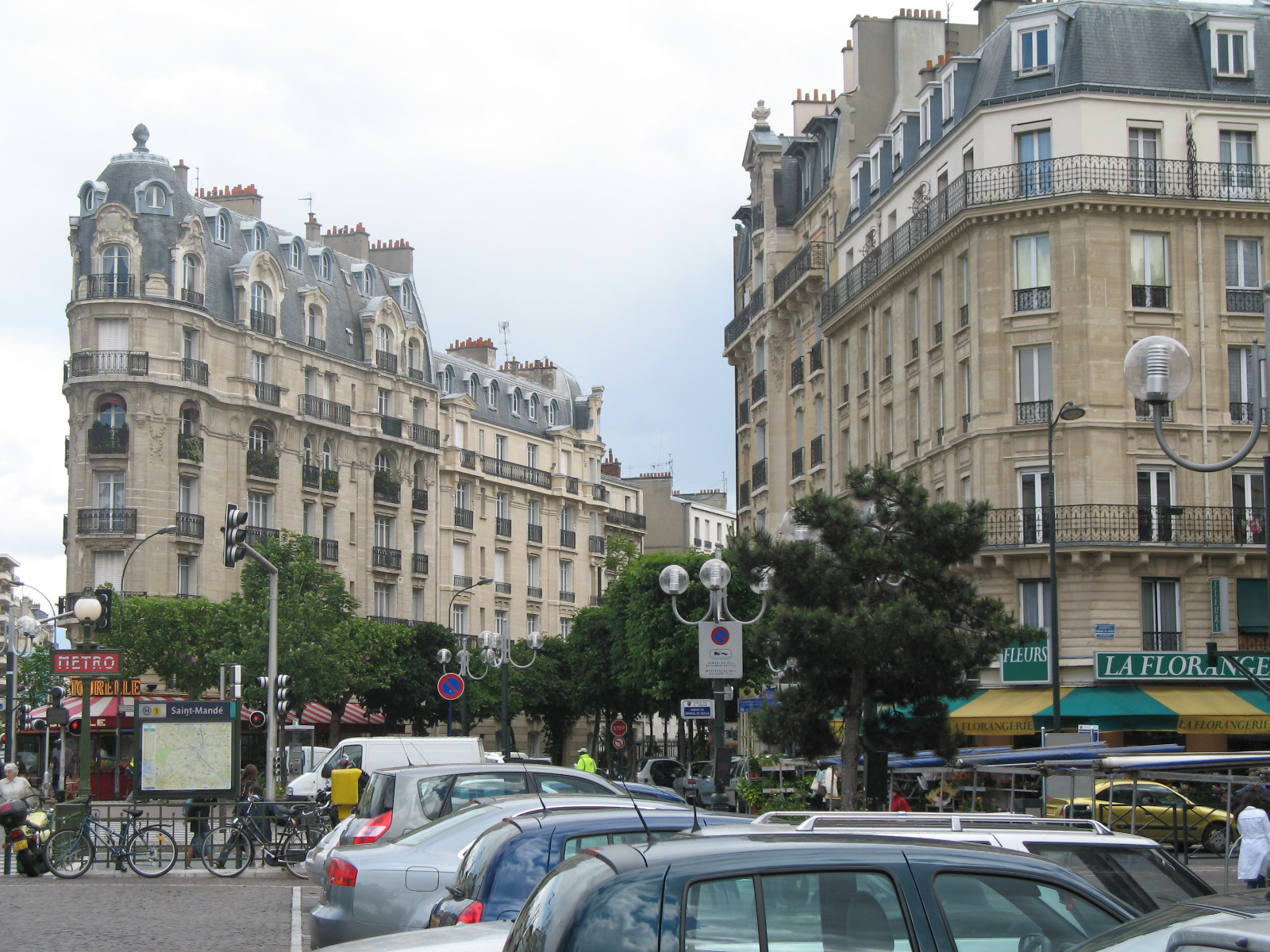
La station de métro Saint-Mandé et rues avoisinantes.

#### Voies routières
La commune est traversée par un axe nord-sud majeur, l’avenue du Général-de-Gaulle (anciennement rue de la République), et un axe est-ouest important, l'avenue de Paris ou RN 34. Une autre rue historique de la ville est la chaussée de l'Étang qui longe le bois de Vincennes au niveau du lac de Saint-Mandé.

#### Transports en commun
La ville est desservie par la ligne 1 du métro de Paris aux stations Saint-Mandé et Bérault et la ligne 8 à la station Porte Dorée (à distance), par la ligne A du RER à la gare de Vincennes (à distance), par la ligne 3a du tramway d'Île-de-France aux stations Porte Dorée, Alexandra David-Néel et Porte de Vincennes (à distance), par la ligne 3b du tramway d'Île-de-France à la station Porte de Vincennes (à distance) et par plusieurs lignes du réseau de bus RATP.

## Urbanisme

### Typologie
Au 1er janvier 2024, Saint-Mandé est catégorisée grand centre urbain, selon la nouvelle grille communale de densité à sept niveaux définie par l'Insee en 2022.
Elle appartient à l'unité urbaine de Paris, une agglomération inter-départementale regroupant 407  communes, dont elle est une commune de la banlieue,,. Par ailleurs la commune fait partie de l'aire d'attraction de Paris, dont elle est une commune du pôle principal,. Cette aire regroupe 1 929 communes,.

### Morphologie urbaine
La commune de Saint-Mandé s'étend seulement sur 92 ha, en raison notamment de l'amputation historique du quartier du Bel-Air de Paris au XIXe siècle et du rattachement administratif du bois de Vincennes, dont elle avait la dépendance jusqu'en 1929, à Paris. Une conséquence de la petite superficie actuelle de Saint-Mandé est l'augmentation mécanique de la densité de population, qui avec plus de 24 000 personnes au km2 est l'une des plus élevées d'Europe, mais cependant similaire au 12e arrondissement de Paris limitrophe.

### Habitat et logement
En 2018, le nombre total de logements dans la commune était de 11 681, alors qu'il était de 11 497 en 2013 et de 11 570 en 2008.
Parmi ces logements, 89,4 % étaient des résidences principales, 3,3 % des résidences secondaires et 7,3 % des logements vacants. Ces logements étaient pour 3,4 % d'entre eux des maisons individuelles et pour 95,7 % des appartements.
En 2008, la commune ne comptait que 722 logements sociaux (6,9 % des résidences principales), nombre qui n'a que peu évolué puisque en 2018, ce nombre n'atteignait que 862 logements (8,3 %), niveau très éloigné de celui requis par l'article 55 de la loi SRU de 2000. Elle est donc frappée en 2018 d’un constat de carence en logement social, et pénalisée de plus de 500 000 € en 2018 et 2019 par l'État pour l'inciter à respecter ses obligations légales. En 2019, la ville a signé un contrat de mixité sociale qui l'engage à faire des efforts pour s'approcher du seuil de 25 % requis, bien que le maire élu en 2020 estime que « Saint-Mandé ne pourra jamais avoir 25 % de logements sociaux ». Dans ce cadre, la construction de 120 logements sociaux sur une partie de l'Hôpital Bégin, dont la moitié réservés aux familles de militaires, est livrée en 2021,.
Le tableau ci-dessous présente la typologie des logements à Saint-Mandé en 2018 en comparaison avec celle du Val-de-Marne et de la France entière. Une caractéristique marquante du parc de logements est ainsi une proportion de résidences secondaires et logements occasionnels (3,3 %) supérieure à celle du département (1,8 %) et à celle de la France entière (9,7 %). Concernant le statut d'occupation de ces logements, 51,1 % des habitants de la commune sont propriétaires de leur logement (45,5 % en 2013), contre 45 % pour du Val-de-Marne et 57,5 pour la France entière.
| Typologie                                               | Saint-Mandé | Val-de-Marne | France entière |
| ------------------------------------------------------- | ----------- | ------------ | -------------- |
| Résidences principales (en %)                           | 89,4        | 92,5         | 82,1           |
| Résidences secondaires et logements occasionnels (en %) | 3,3         | 1,8          | 9,7            |
| Logements vacants (en %)                                | 7,3         | 5,7          | 8,2            |

## Toponymie
La commune doit son nom à saint Maudez, un abbé originaire de Bretagne né au VIe siècle, dont une relique fut ramenée sur le site du futur Saint-Mandé au Xe siècle, durant l'invasion et l'occupation scandinave de la Bretagne (911-936). Au siècle suivant, elle fut transférée dans le Bois de Vincennes et, pour l’abriter, une chapelle a été construite à laquelle un prieuré a été annexé.

## Histoire

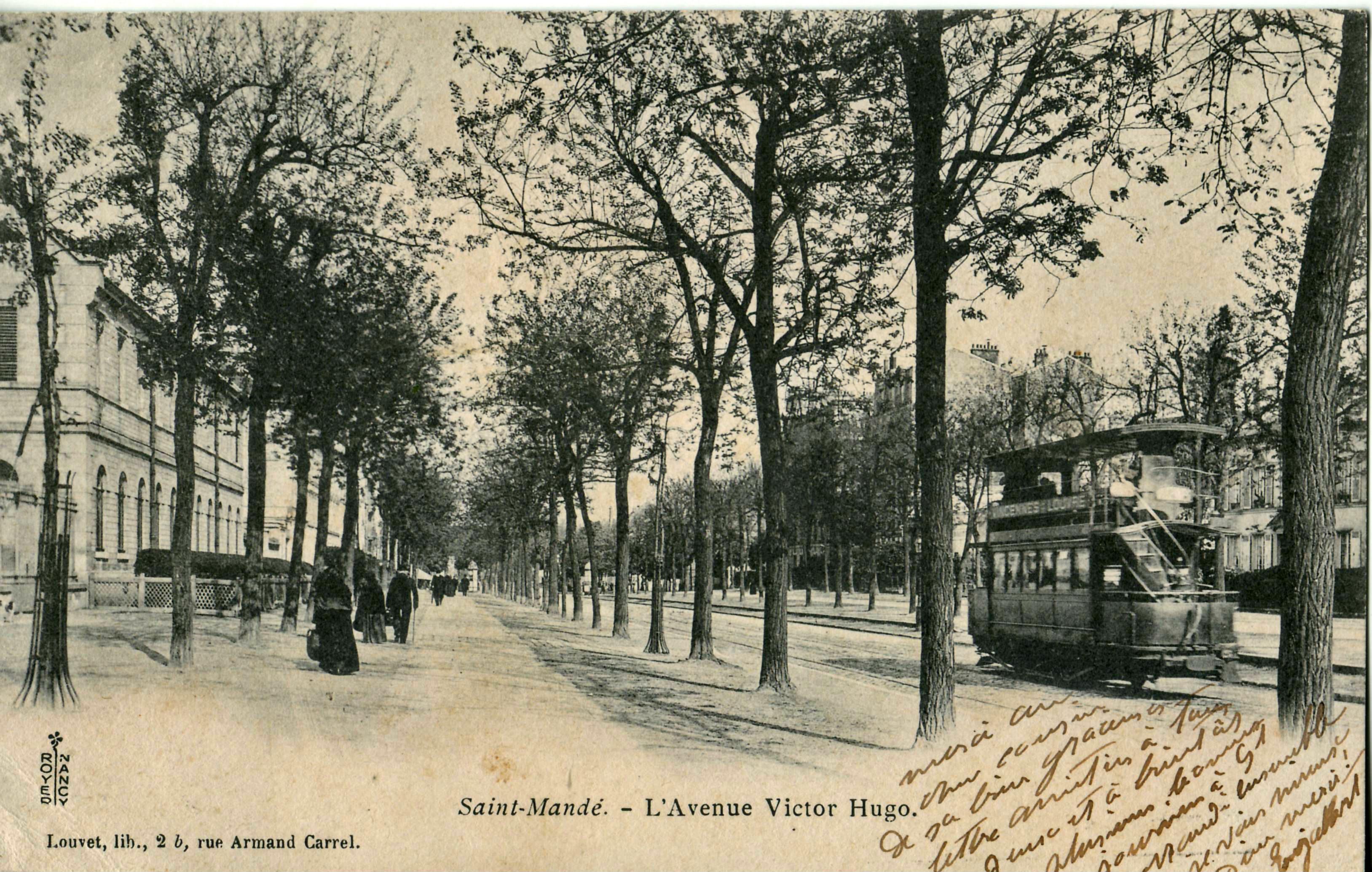
L'avenue Victor-Hugo, vers 1902.

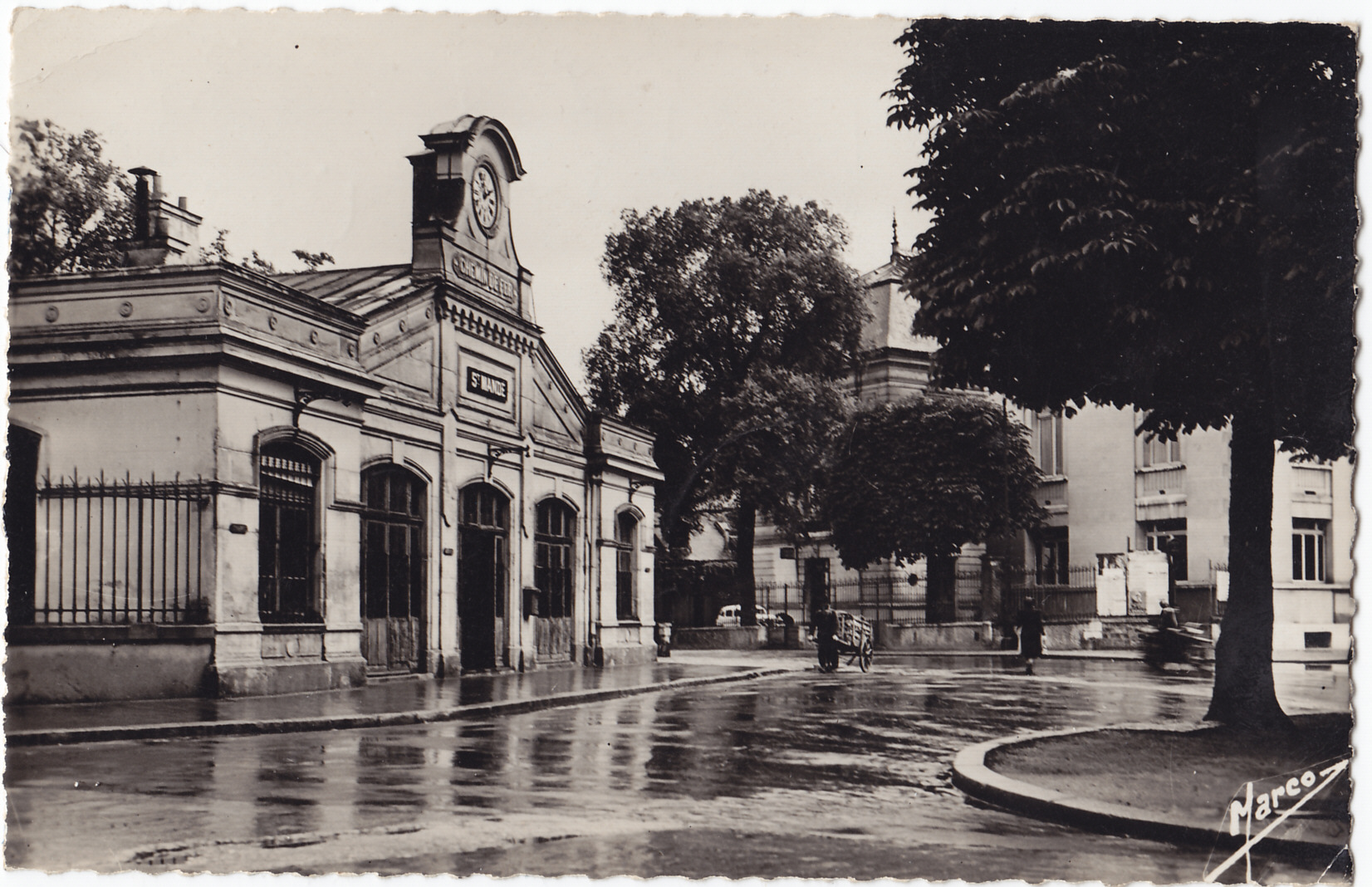
La gare de Saint-Mandé, dans les années 1940.

Au IXe siècle, les reliques de Saint-Maudez sont transportées à la cathédrale de Bourges pour fuir l'arrivée des Normands, ainsi qu'à Saint-Mandé (Saint-Maudez), près de Paris qui est probablement l'origine du nom de cette commune.
À la fin du XIe siècle, Saint-Mandé n'est qu'un hameau de quelques maisons groupées autour de la chapelle. Il faut attendre la construction d'un prieuré de bénédictins dépendant de l’abbaye Saint-Magloire de Paris, pour que se constitue un village d'une centaine de maisons, rattaché à Charenton-Saint-Maurice. En 1274, un mur d'enceinte est construit à l'initiative de Philippe le Hardi qui désire agrandir la partie du « parc de Vincennes » qui lui appartient, alors domaine de chasse royal et achète une partie boisée de Saint-Mandé. Cette acquisition diminua le territoire de Saint-Mandé qui se reconstruit alors le long de la muraille et du fossé nommé « Chaussiée de l'Estanc », aujourd'hui la très élégante chaussée de l'Étang.
Au XIVe siècle est érigée la Tourelle, une défense avancée du château de Vincennes. Elle laissera son nom au quartier où elle se trouvait. Au XVIe siècle, un château dont il ne reste aucun vestige aujourd'hui, voit se succéder les seigneurs d'Orgemont, de Nicolaï, et de Bérulle.
Le prieuré de Saint-Mandé est réuni à l'évêché de Paris par bulles des papes Pie IV de 1564 et Grégoire XIII de 1575
En 1654, Nicolas Fouquet, surintendant des finances de Louis XIV achète la propriété de Catherine Bellier, femme de chambre d'Anne d'Autriche et initiatrice amoureuse du jeune Louis XIV. Cette luxueuse demeure entourée de jardins signés d'André Le Nôtre préfigure déjà Vaux-le-Vicomte. On y voit passer les grands : Mazarin, le duc Philippe d'Orléans, Henriette de France, Henriette d'Angleterre, le roi Louis XIV, et les artistes : Charles Le Brun, Jean de La Fontaine, Madame de Sévigné, Pierre Corneille, Molière. Lorsque Fouquet est arrêté sur les ordres de Colbert en 1661, son domaine est mis à sac, confisqué puis vendu en 1705 à une communauté religieuse, les hospitalières, qui y transfèrent leur monastère de Gentilly. Les religieuses, qui étaient au nombre de 30 dont 6 converses, quittèrent Saint-Mandé à une date inconnue, postérieure à 1792.
Saint-Mandé est érigée en commune autonome par la Révolution française en 1790. Si la commune traverse sans évènement notoire le XIXe siècle puis le XXe siècle, elle voit cependant son territoire diminuer à plusieurs reprises lors des extensions successives des limites de Paris. En 1844, avec la construction de l'Enceinte de Thiers, Saint-Mandé perd une grande partie de sa superficie, avec l'incorporation de l'actuel quartier du Bel-Air à l’intérieur des fortifications de Paris, et son annexion administrative à la ville en 1860. Une partie de la commune, entre le cours de Vincennes et la rue de Lagny, est également rattachée au quartier de Charonne.
À cette époque également débute la construction de la ligne de Vincennes -actuel tracé du RER- qui tracera un profond sillon sur la partie nord de la commune pour le passage des voies de la ligne de chemin de fer, inaugurée le 22 septembre 1859. Saint-Mandé possédait d'ailleurs une gare sur la ligne, située à la hauteur de l'actuelle Place Charles Digeàn. Le 26 juillet 1891, elle fut le lieu de l'un des premiers accidents ferroviaires en France, lorsqu’un train qui rentrait en gare vint percuter un train à l'arrêt, provoquant 49 morts et plus de 100 blessés.
Le 30 mai 1896, après les élections municipales, les groupes socialistes parisiens marquent leur victoire par un banquet tenu avenue de la Porte Dorée, aux confins du 12e arrondissement et de Saint-Mandé. Même si elle relève d’un rituel républicain bien enraciné, cette soirée reste particulière en raison du discours qu’y prononce le député de la Seine Alexandre Millerand, pour lancer l’unité des socialistes. Cet évènement sera retenu comme le banquet de Saint-Mandé.
Enfin, en 1929, le territoire du bois de Vincennes est rattaché à Paris, amputant une grande surface non habitée de la ville comme le stade de la Porte-Dorée (actuellement centre sportif Alain-Mimoun), situé à la Porte Dorée dans le 12e arrondissement de Paris.
Dans la nuit du 21 au 22 juillet 1944 a lieu une grande rafle des maisons d'enfants de l'Union générale des israélites de France (UGIF) dans la région parisienne, dont celle de Saint-Mandé, située au no 5 de la rue Grandville. 242 enfants et 33 adultes sont arrêtés parce que juifs et transférés au camp de Drancy, puis déportés par le convoi no 77 du 31 juillet 1944 - dernier grand convoi au départ de la gare de Bobigny vers Auschwitz,. Une photographie des fillettes posant dans leur centre, en tablier et étoile jaune, « a été très largement utilisée dans les publications, expositions, tant en France qu’à l’étranger. Elle focalise non seulement le processus d’extermination nazi des populations juives dans la France de Vichy, mais symbolise, plus largement, pour certaines publications, la Shoah, le génocide des Juifs en Europe durant la Seconde Guerre mondiale ».
En 1965, le boulevard périphérique est construit sur l'ancien territoire de la Zone, qui séparait Saint-Mandé du 12e arrondissement de Paris. Des murs anti-bruit ont été construits au bord de cette voie autoroutière. Saint-Mandé a préservé quelques[évasif] immeubles bourgeois et les hôtels particuliers construits à la fin du XIXe siècle.

## Politique et administration

### Rattachements administratifs et électoraux
Jusqu’à la loi du 10 juillet 1964, la commune faisait partie du département de la Seine. Le redécoupage des anciens départements de la Seine et de Seine-et-Oise ratttache désormais la commune au Val-de-Marne, à la suite d'un transfert administratif effectif le 1er janvier 1968.
La commune constituait à la création du Val-de-Marne le canton de Saint-Mandé. Dans le cadre du redécoupage cantonal de 2014 en France, la commune fait désormais partie du canton de Vincennes.

### Intercommunalité
Jusqu'en 2015, la commune n'était membre d'aucune intercommunalité à fiscalité propre[réf. souhaitée].
Dans le cadre de la mise en œuvre de la volonté gouvernementale de favoriser le développement du centre de l'agglomération parisienne comme pôle mondial est créée, le 1er janvier 2016, la métropole du Grand Paris (MGP), à laquelle la commune a été intégrée.
La loi portant nouvelle organisation territoriale de la République du 7 août 2015 (loi NOTRe) prévoit également la création le 1er janvier 2016 d'établissements publics territoriaux (EPT), qui regroupent l'ensemble des communes de la métropole à l'exception de Paris, et assurent des fonctions de proximité en matière de politique de la ville, d'équipements culturels, socioculturels, socio-éducatifs et sportifs, d'eau et assainissement, de gestion des déchets ménagers et d'action sociale, et exerçant également les compétences que les communes avaient transférées aux intercommunalités supprimées.
La commune fait donc également partie depuis le 1er janvier 2016 de l'établissement public territorial Paris-Est-Marne et Bois créé par un décret du 11 décembre 2015.

### Tendances politiques et résultats
Lors du second tour des élections municipales de 2014, la liste UMP-UDI menée par le maire sortant Patrick Beaudouin obtient la majorité des suffrages exprimés avec 3 410 voix.
Lors du second tour des élections municipales de 2020, la liste LR-SL menée par Julien Weil — soutenu par le maire sortant qui ne se représentait pas — obtient la majorité des suffrages exprimés, avec 2 210 voix,

### Liste des maires
| Période                                  | Période                    | Identité                       | Étiquette    | Qualité |
| ---------------------------------------- | -------------------------- | ------------------------------ | ------------ | --- |
| Les données manquantes sont à compléter. |                            |                                |              | |
| 1790                                     | 1791                       | Edmé Gabriel Gendon            |              | |
| 1791                                     | 1793                       | Jean-Baptiste Lamy             |              | |
| 1793                                     | 1795                       | J.P Moreau                     |              | |
| 1795                                     | 1795                       | Morizet                        |              | |
| 1795                                     | 1800                       | Cavenel                        |              | |
| 1800                                     | 1816                       | Charles de Montzaigle          |              | |
| 1816                                     | 1828                       | Pierre Joseph Henry Allard     |              | Inspecteur des contributions directes du département de la Seine |
| 1828                                     | 1848                       | Jean-Henri Chevreau            | Bonapartiste | |
| 1848                                     | 1859                       | Claude François Simon Mongenot |              | |
| 1859                                     | 1870                       | François Emmanuel Poirier      |              | |
| 1870                                     | 1878                       | Joseph Alexandre Quihou        |              | |
| 1878                                     | 1878                       | Gueugnier                      |              | |
| 1878                                     | 1884                       | Joseph Valery-Meunier          |              | |
| 1884                                     | 1884                       | Eugène Ernest Prunier          |              | |
| 1884                                     | 1885                       | Thomas-Amédée Rouget de Lisle  |              | Ingénieur civil, neveu de Claude Joseph Rouget de Lisle, auteur de la Marseillaise |
| 1885                                     | 1895                       | Albert Jules Rischmann         |              | |
| 1895                                     | 1900                       | Jean-Marie Maurice Gourdault   |              | |
| 1900                                     | 1914                       | Charles Henri Digeon           | Modéré       | |
| 1914                                     | 1918                       | Eugène Georges Fiève           |              | |
| 1918                                     | 1936                       | Charles Henri Digeon           | Modéré       | |
| 1936                                     | 1944                       | Camille Mège                   |              | |
| 1944                                     | 1983                       | Jean Bertaud,                  | RPR          | Inspecteur de la SNCF, résistant. Président de la délégation spéciale à la Libération, élu maire en 1945 Sénateur de la Seine (1948 → 1959) puis de Seine-et-Oise (1959 → 1968) et du Val-de-Marne (1968 → 1977)                                                                                  |
| 1983                                     | 1995                       | Robert-André Vivien            | RPR          | Chef d'entreprise Député (1962 → 1969 et 1973 → 1995) Conseiller général (1967 → 1988) Secrétaire d'État (1969 → 1972) |
| 1995                                     | juillet 2020               | Patrick Beaudouin,             | UMP → LR     | Chef d'entreprise, Ancien assistant parlementaire de Robert-André Vivien, Conseiller général (1988 → 2002), Député du Val-de-Marne (2002 → 2012) Vice-président de la Métropole du Grand Paris (2018 →) Vice-président de l'EPT Établissement public territorial Paris-Est-Marne et Bois (2016 →) |
| juillet 2020                             | En cours (au 16 juin 2021) | Julien Weil                    | LR           | Ancien assistant parlementaire de Gilles Carrez, cadre supérieur, chargé de TD en droit fiscal à la Sorbonne Conseiller départemental de Vincennes (2015 →) Vice-président du conseil départemental du Val-de-Marne (2021 →)                                                                      |

### Jumelages
| Ville | Ville                               | Pays | Pays         | Période                     |
| ----- | ----------------------------------- | ---- | ------------ | --------------------------- |
|       | Acre,                               |      | Israël       | depuis le 29 novembre 2011  |
|       | Borough londonien de Waltham Forest |      | Royaume-Uni  | depuis le 21 avril 1956     |
|       | Concord                             |      | États-Unis   | depuis le 20 juin 1987      |
|       | district de Yanggu                  |      | Corée du Sud | depuis le 12 octobre 2011   |
|       | Drogheda                            |      | Irlande      | depuis le 9 septembre 2011  |
|       | Eschwege                            |      | Allemagne    | depuis le 23 septembre 1989 |
|       | Tres Cantos                         |      | Espagne      | depuis le 12 mars 2005      |

## Population et société

### Démographie
L'évolution du nombre d'habitants est connue à travers les recensements de la population effectués dans la commune depuis 1793. Pour les communes de plus de 10 000 habitants les recensements ont lieu chaque année à la suite d'une enquête par sondage auprès d'un échantillon d'adresses représentant 8 % de leurs logements, contrairement aux autres communes qui ont un recensement réel tous les cinq ans,.

En 2022, la commune comptait 21 223 habitants, en évolution de −6,63 % par rapport à 2016 (Val-de-Marne : +3 %, France hors Mayotte : +2,11 %).
| 1793 | 1800 | 1806 | 1821 | 1831  | 1836  | 1841  | 1846  | 1851  |
| ---- | ---- | ---- | ---- | ----- | ----- | ----- | ----- | ----- |
| 474  | 297  | 370  | 455  | 1 700 | 2 478 | 2 474 | 3 590 | 3 857 |

| 1856  | 1861  | 1866  | 1872  | 1876  | 1881  | 1886   | 1891   | 1896   |
| ----- | ----- | ----- | ----- | ----- | ----- | ------ | ------ | ------ |
| 5 292 | 2 883 | 4 561 | 6 388 | 7 499 | 9 398 | 10 492 | 11 329 | 13 371 |

| 1901   | 1906   | 1911   | 1921   | 1926   | 1931   | 1936   | 1946   | 1954   |
| ------ | ------ | ------ | ------ | ------ | ------ | ------ | ------ | ------ |
| 15 726 | 17 714 | 19 227 | 20 012 | 21 477 | 21 257 | 22 253 | 23 061 | 24 522 |

| 1962   | 1968   | 1975   | 1982   | 1990   | 1999   | 2006   | 2011   | 2016   |
| ------ | ------ | ------ | ------ | ------ | ------ | ------ | ------ | ------ |
| 24 325 | 23 044 | 20 968 | 18 673 | 18 684 | 19 697 | 22 211 | 22 292 | 22 731 |

| 2021   | 2022   | - | - | - | - | - | - | - |
| ------ | ------ | - | - | - | - | - | - | - |
| 21 195 | 21 223 | - | - | - | - | - | - | - |

### Enseignement

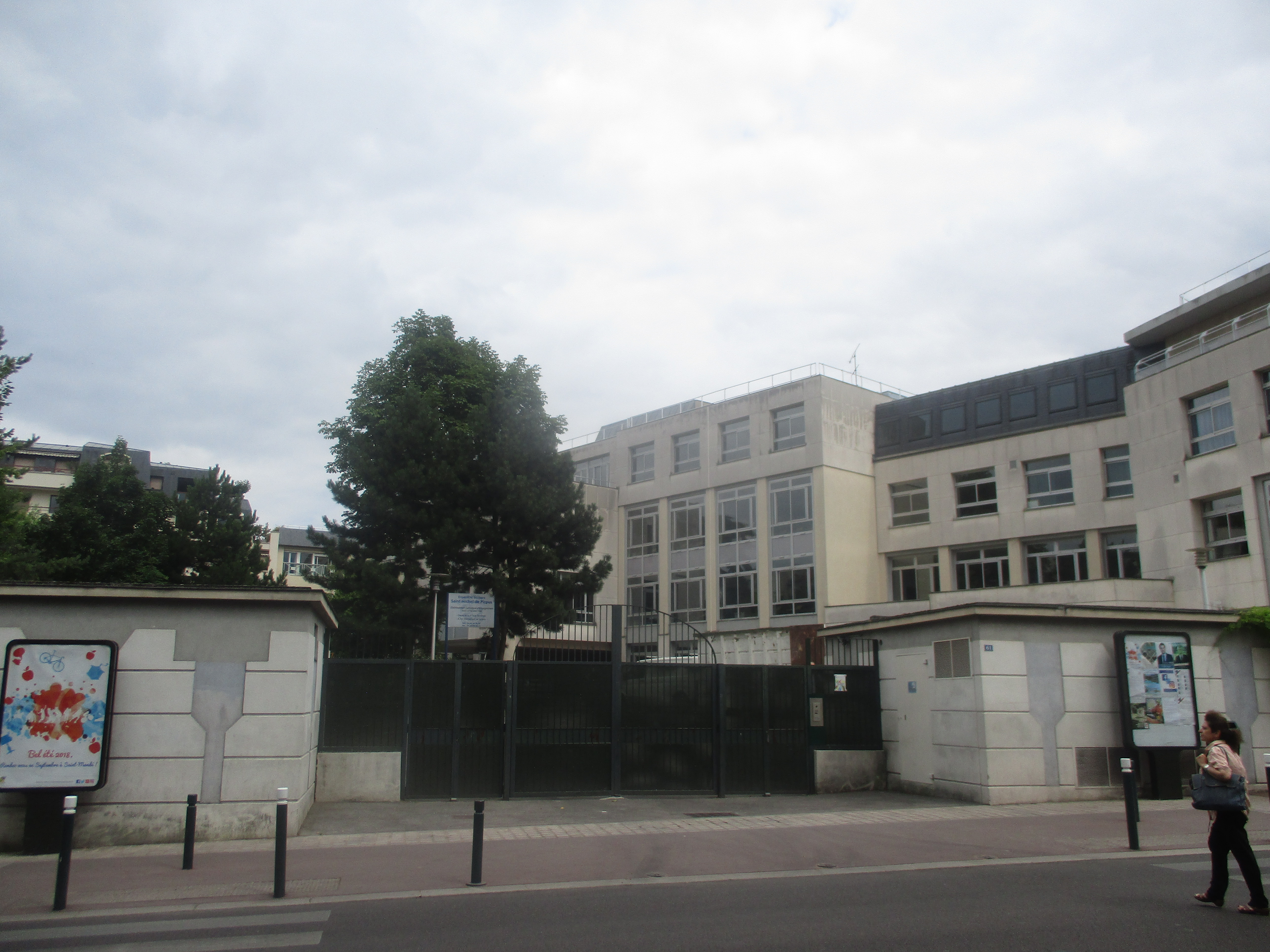
Ensemble scolaire Saint-Michel de Saint-Mandé, avenue du Général-de-Gaulle.

La commune de Saint-Mandé est rattachée à l'académie de Créteil. La ville administre quatre écoles maternelles et trois écoles élémentaires communales.
Le département gère un collège et la région Île-de-France ne gère pas de lycée à Saint-Mandé, le seul établissement public se trouvant dans la ville voisine, à Vincennes. Le collège-lycée Saint Michel, établissement privé catholique sous contrat, accueille des élèves de la sixième à la terminale.

### Santé

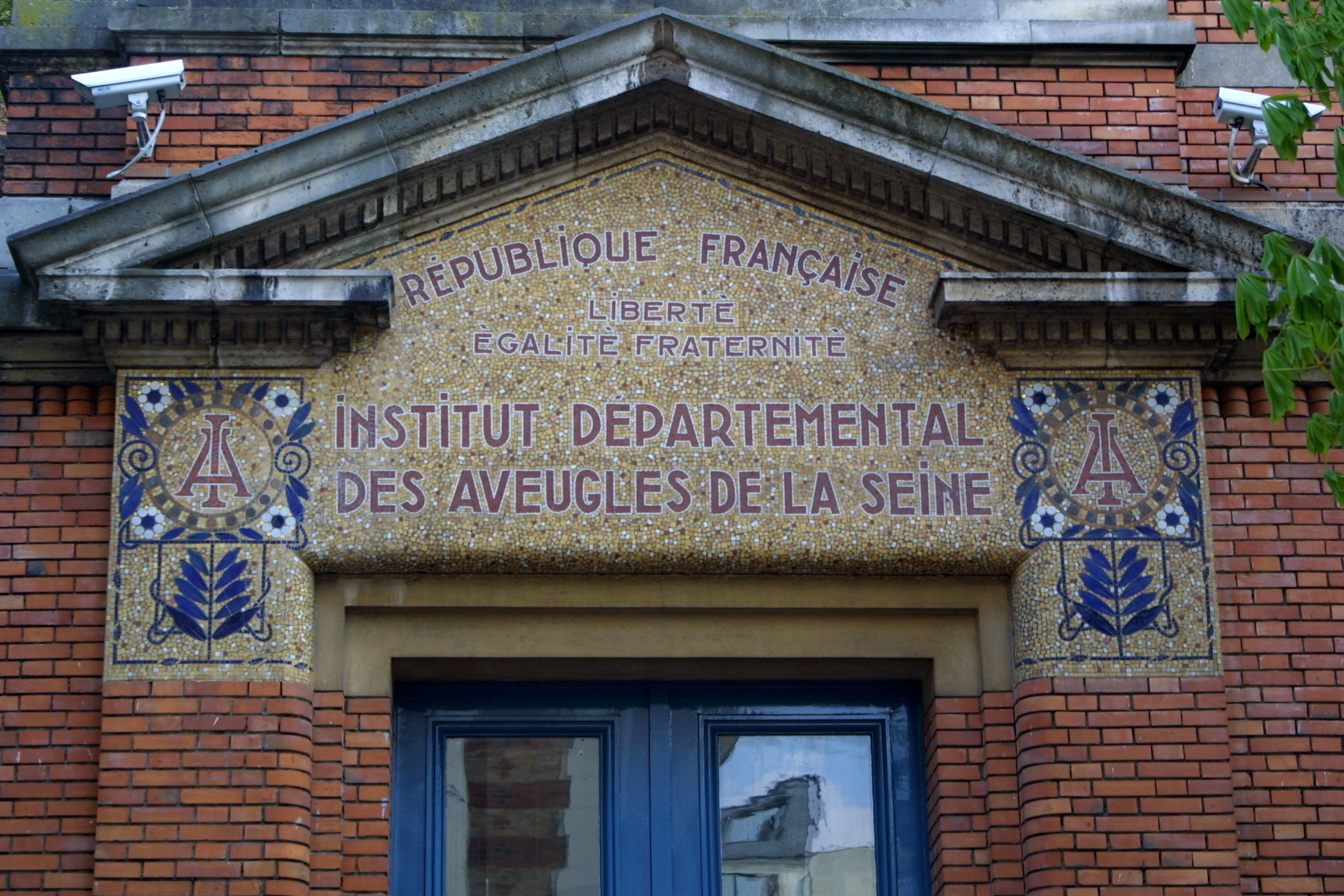
Le fronton de l'Institut départemental des aveugles.

La commune héberge deux institutions médicales importantes :
- l’hôpital d'instruction des armées Bégin ;
- l'Institut le Val Mandé (anciennement Institut départemental des aveugles, transféré à Saint-Mandé en 1889) pour la promotion et la réadaptation des personnes handicapées atteintes de déficiences visuelles, mais aussi de personnes présentant d'autres handicaps (troubles psychologiques, troubles de la personnalité, déficience intellectuelle) .

### Sports
Dès 1900, le stade de la Porte-Dorée (actuel centre sportif Alain-Mimoun) qui se trouve alors dans la commune est utilisé par la section football de la Nationale de Saint-Mandé fondée en 1896 et ancêtre du Cercle athlétique de Paris-Charenton, créé en 1906.
Un club de football est fondé en 1964, le Football club de Saint-Mandé. Il évolue actuellement dans le championnat départemental du Val-De-Marne au parc des Sports du Tremblay, situé dans la commune voisine de Champigny-sur-Marne.
La quadruple championne de France de Tennis de Table, Carole Grundisch, est née dans la commune le 7 septembre 1986.
Aujourd'hui, la ville de Saint-Mandé possède aussi un club de handball, l'ASM ou AS Saint-Mandé Handball, fondé en 1973, dont l'équipe première évolue en général en Nationale 1 et Nationale 2 . Cette équipe a même gagné le titre de Champion de France cadets en 1978, et Champion de France juniors en 1998 et 2003.
La commune dispose également d'un club de basket, La Lorraine de Saint-Mandé, dont l'équipe minime a gagné le championnat de 1re division du Val-de-Marne, la coupe du Val-de-Marne et la finale nationale de la Mie Caline en 2015-2016.

### Cultes
Les Saint-Mandéens disposent de lieux de cultes catholique et israélite:
- le culte catholique : au sein du diocèse de Créteil, le territoire de la commune dépend du secteur pastoral Vincennes Saint-Mandé. À Saint-Mandé on trouve l'église Notre-Dame de Saint-Mandé[51]. Au sein du diocèse aux Armées françaises le culte est pratiqué dans la Chapelle Impériale de l’hôpital d'instruction des armées Bégin.
- le culte israélite : il existe deux lieux de culte[50] .

## Économie

### Revenus de la population et fiscalité
En 2010, le revenu fiscal médian par ménage était de 42 727 €, ce qui plaçait Saint-Mandé au 1 405e rang parmi les 31 525 communes de plus de 39 ménages en métropole.

### Entreprises et commerces
Saint-Mandé accueille le siège et la photothèque de l’Institut national de l'information géographique et forestière (IGN), ainsi que le siège social de Météo-France, et celui d'Ubisoft depuis 2021.

## Culture locale et patrimoine

### Lieux et monuments
- L'église Notre-Dame, construite entre 1883 et 1885 au 84, avenue du Général-de-Gaulle.
- L’hôpital Bégin, construit entre 1855 et 1858 au 69, avenue de Paris
- La Maison de garde, une importante maison à colombages du XIXe siècle, au 44 de la chaussée de l'Étang (maison privée).
- Un immeuble d’architecture Art déco au 90 bis chaussée de l'Étang.
- Le cimetière Nord de Saint-Mandé héberge notamment la stèle funéraire de Juliette Drouet qui fut la maîtresse de Victor Hugo et habitait à l'extrémité de l'avenue Victor-Hugo, côté Paris.

Dans le territoire annexé en 1860 par le 12e arrondissement de Paris :
- Le cimetière Sud de Saint-Mandé, accueille notamment le monument commémoratif de l'accident ferroviaire de 1891 et diverses stèles commémoratives.

Dans le bois de Vincennes (dans la commune de Paris), limitrophe de Saint-Mandé :
- le lac de Saint-Mandé ;
- le Parc zoologique de Paris.

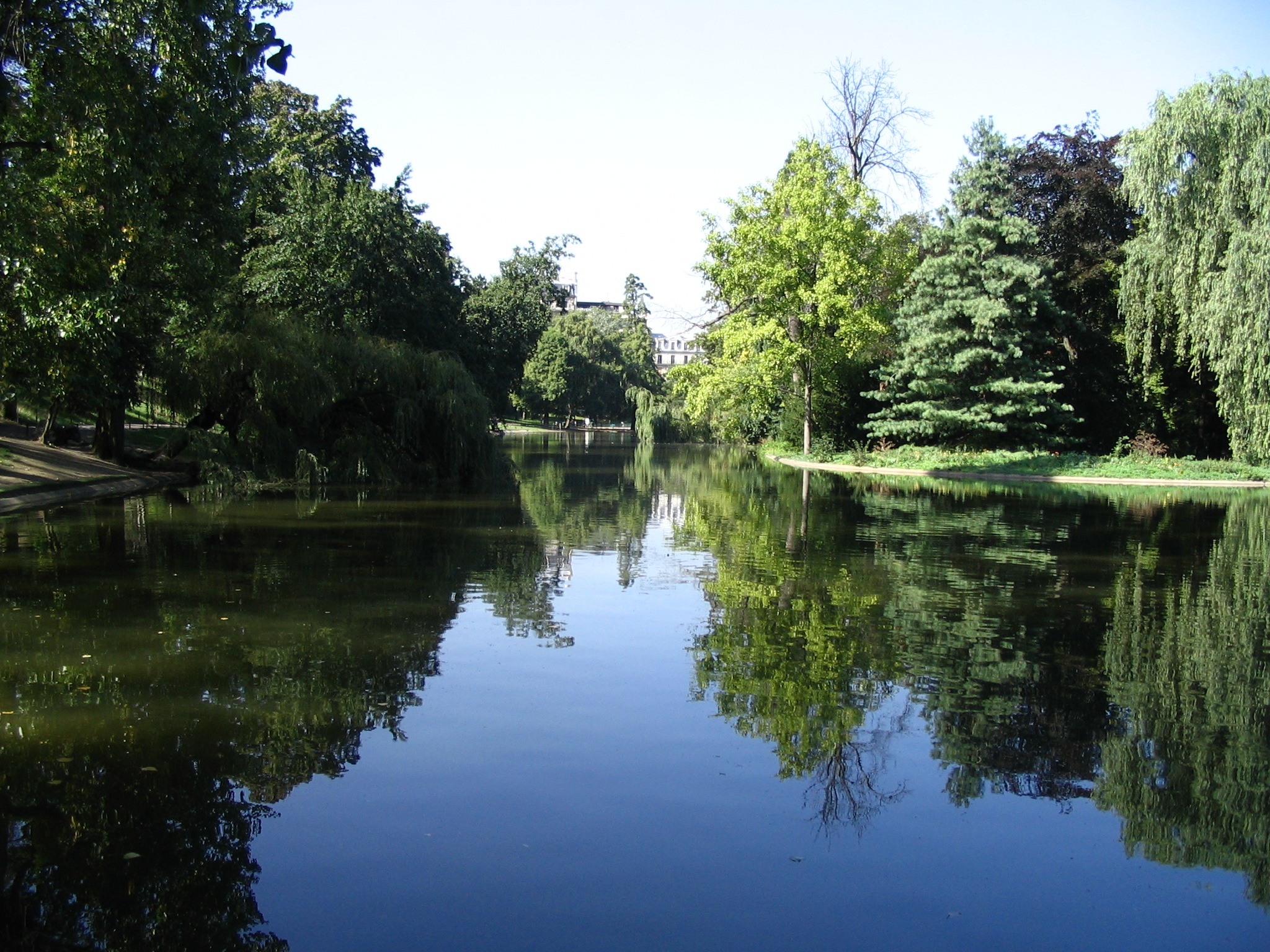
Vue du lac de Saint-Mandé.
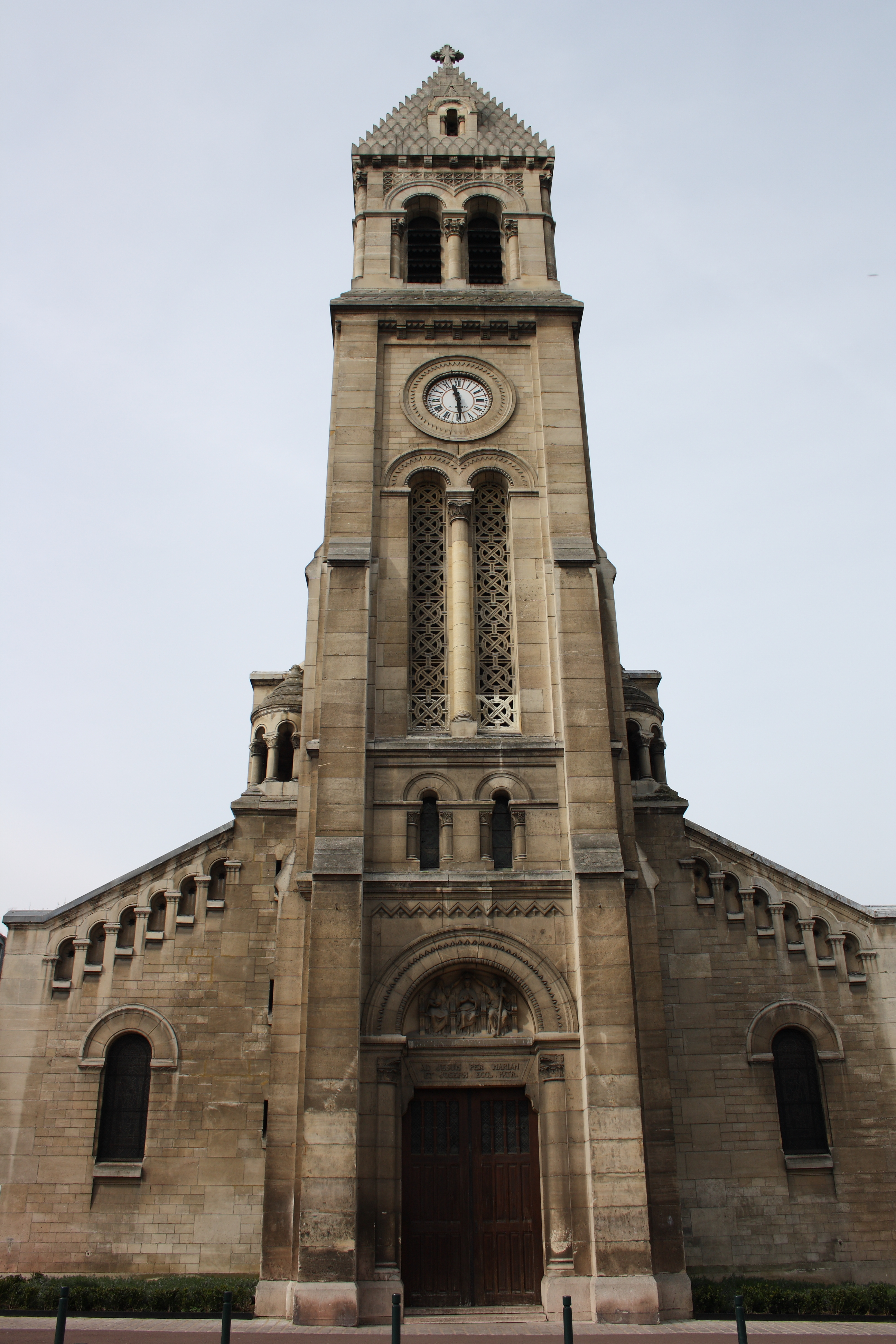
L'église Notre-Dame.
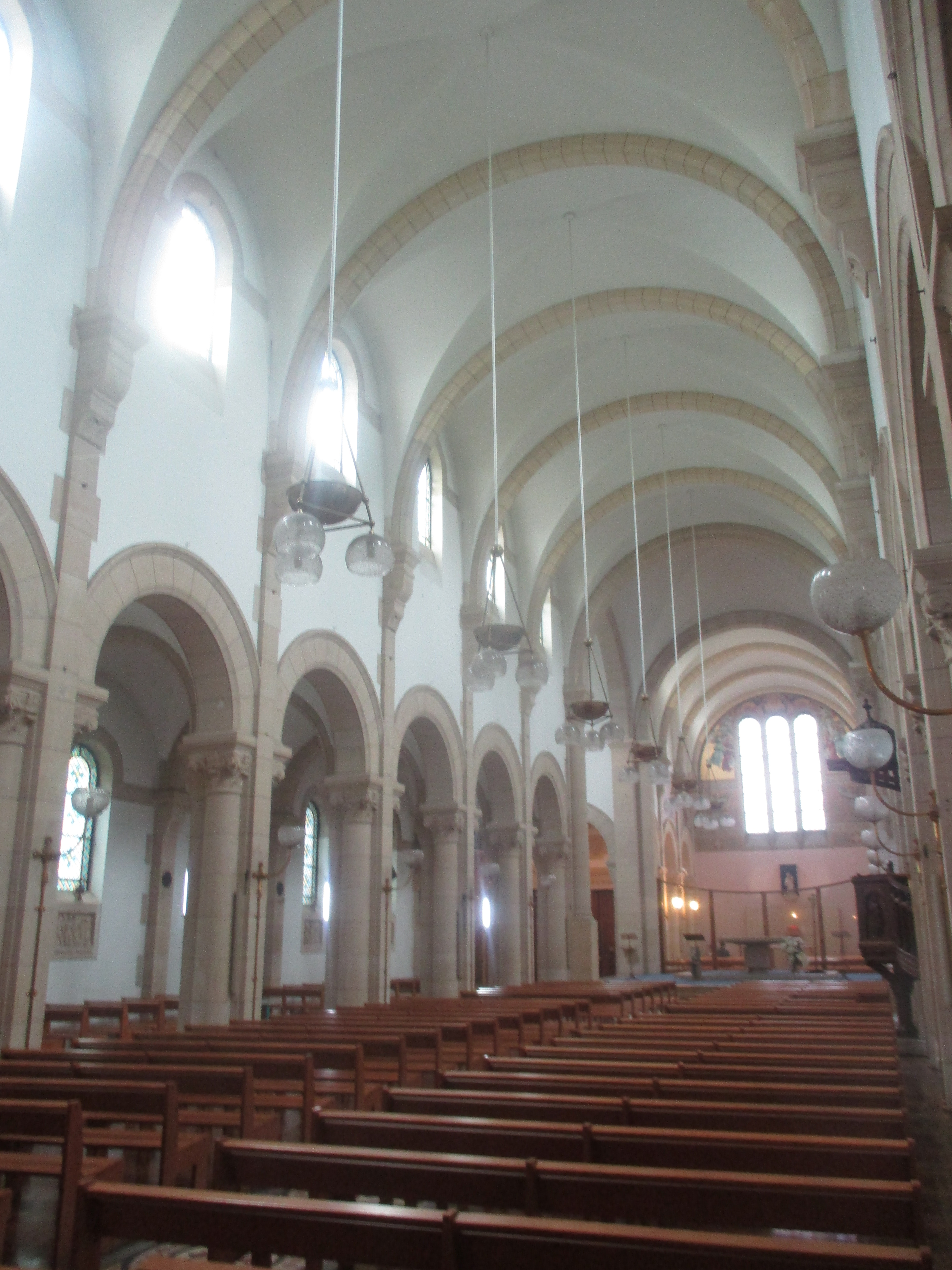
Nef néoromane de l'église.
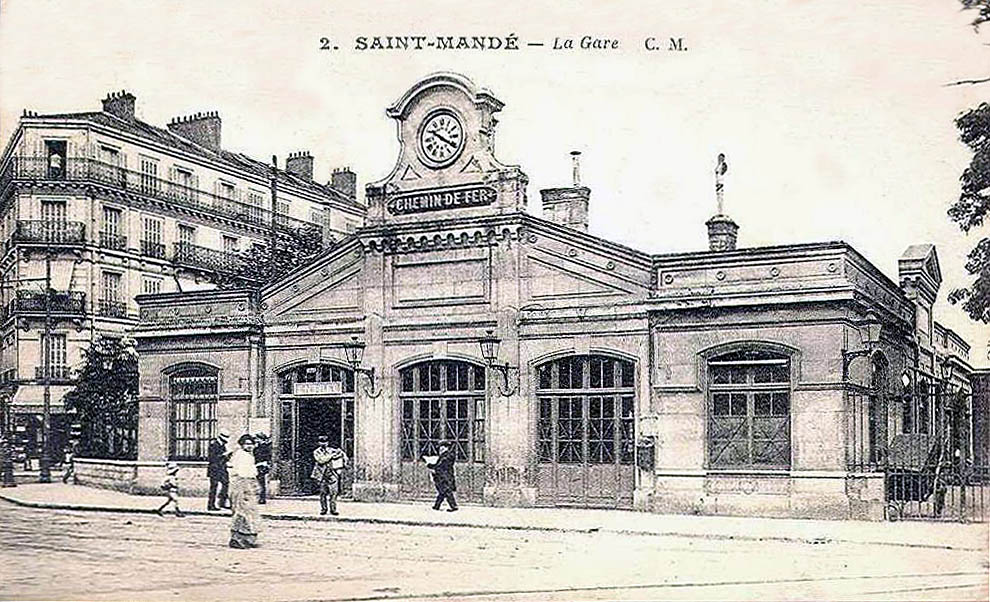
L'ancienne gare de Saint-Mandé.

### Saint-Mandé et la littérature
Les abords de Saint-Mandé sont le lieu de la mort du personnage de Valmont, dans le roman épistolaire Les Liaisons dangereuses (1782) de Choderlos de Laclos. Il y est invité par le chevalier Danceny, son adversaire lors du duel que ce dernier provoque : 

« [...] vous voulez bien vous trouver demain, entre huit & neuf heures du matin, à la porte du bois de Vincennes, village de Saint-Mandé. »

### Personnalités liées à la commune

#### Sont nés à Saint-Mandé
- Robert Goutay (1804-1889), homme politique né à Saint-Mandé, député du Puy-de-Dôme puis sénateur du Puy-de-Dôme.
- Théophile-Léon Chevreau (1827-1910), haut fonctionnaire et homme politique, préfet de l'Ardèche, de la Sarthe et de l'Oise.
- Alexandra David-Néel (1868-1969), orientaliste, tibétologue, chanteuse d'opéra et féministe, journaliste et anarchiste, écrivaine et exploratrice, franc-maçonne et bouddhiste.
- Henri Hirschmann (1872-1961), compositeur.
- William Seurin (1872-1937), créateur de l'entreprise William Saurin.
- Alice Guy (1873-1968), réalisatrice, scénariste et productrice pionnière de cinéma.
- Henri Deloge (1874-1961), athlète.
- Louis Duhayon (1884-1963), architecte.
- H. Maurice Jacquet (1886-1954), compositeur et chef d'orchestre.
- Andrée Benon (1887-1956), peintre paysagiste et portraitiste.
- Claudette Colbert (1903-1996), actrice naturalisée américaine, née au 5, rue Armand-Carrel, qui serait aujourd'hui le 57 avenue du Général-de-Gaulle (une plaque y a été apposée par la mairie).
- Pierre Miné (1908-1999), haut fonctionnaire et résistant.
- Jacqueline Lamba (1910-1993), peintre, décoratrice et plasticienne.
- René Mouchotte (1914-1943), né au 47 avenue Daumesnil, aviateur mort pour la France.
- Fernand Musnik (1915-1945), commissaire adjoint des Éclaireurs israélites de France, déporté, mort au camp de Dachau.
- André Rouxel (1915-2004), résistant français, Compagnon de la Libération.
- Martine Carol (1920-1967), actrice.
- André Bareau (1921-1993), orientaliste, historien spécialiste du bouddhisme ancien.
- Rolland Boitelle (1924-2007), escrimeur et dirigeant sportif.
- Pierre Cochereau (1924-1984), organiste, improvisateur, pédagogue et compositeur.
- Bruno Cremer (1929-2010), acteur, né au 31 rue Faidherbe.
- Gustave Gaspard Chaix d'Est-Ange (1932-1987), avocat et homme politique.
- Yves Ternon (1932), historien et médecin.
- Pierre Christin (1938-2024), écrivain et scénariste de bande dessinée.
- Jean-Paul Goude (1940), graphiste, illustrateur, photographe, metteur en scène et réalisateur de films ; a passé son enfance à Saint-Mandé
- Véronique Colucci (1948-2018), personnalité de l'aide humanitaire.
- Jean-Paul Bacquet (1949), médecin et homme politique.
- Marc Jolivet (1950), humoriste, chanteur et acteur.
- Olivier Biffaud (1951), journaliste.
- Patrick Picot (1951-), champion olympique d'escrime.
- Dominique Laffin (1952-1985), actrice.
- Benoît Puga (1953), général d'armée.
- Bernard Frize (1954), artiste peintre.
- Jacques Cauda (1955), peintre, écrivain, poète, photographe et documentariste.
- Jacques Martial (1955-2025), acteur, metteur en scène et homme politique.
- Thierry Beccaro (1956), acteur et animateur audiovisuel.
- Charles Berling (1958), acteur, metteur en scène, réalisateur, scénariste, producteur et chanteur, y est né.
- Éric Serra (1959), compositeur.
- Laurent Grévill (1961), acteur.
- Frédéric Delcourt (1964), nageur.
- Pascale Boyer (1965), députée des Hautes-Alpes, née à Saint-Mandé.
- Frédéric Diefenthal (1968), comédien et producteur.
- Emmanuelle Gaume (1968), productrice et réalisatrice, romancière, ex-journaliste et animatrice de télévision et de radio.
- Delphine d'Amarzit (1973), PDG d'Euronext Paris.
- Colonel Reyel (1984), de son vrai nom Rémi Ranguin, auteur-compositeur-interprète de dancehall.
- Arthur Dupont (1985), acteur.
- Yann Randrianasolo (1994), athlète, champion de France de saut en longueur.

#### Sont morts à Saint-Mandé
- Louis-Marin Bonnet (1736?-1793), graveur, peintre et éditeur d'estampes.
- Armand Carrel (1800-1836), journaliste, historien et essayiste.
- Antoine Alexandre Julienne de Bélair (1775-1838), général de la Révolution et de l’Empire.
- Alexandre-Jacques-François Brière de Boismont (1797-1881), médecin psychiatre français.
- Benoît Bodendieck (1834-1887), sculpteur français.
- Auguste Hippolyte Collard (1812-1893), photographe.
- Nicolas-Adolphe Weber (1842-1907), peintre.
- Paschal Grousset (1844-1909) dit Philippe Daryl, dit André Laurie : romancier, écrivain, communard, exilé.
- Paul Wachs (1851-1915), organiste, pianiste et compositeur.
- Paul Meyer (1840-1917), philologue et romaniste.
- Jules Guesde (1845-1922), homme politique.
- Calixte Delmas (1906-1927), sportif français (lutteur et rugbyman).
- Jules Richard (1848-1930), inventeur et constructeur d'appareils photo stéréoscopiques.
- Ferdinand Zecca (1864-1947), réalisateur, producteur, acteur et scénariste.
- Edmond Miniac (1884-1947), magistrat.
- Jules Esquirol (1881-1954), écrivain.
- Lluís Companys i Micó (1911-1956), fils du président catalan Lluís Companys[55];
- Paul Mélis (1921-1982), résistant français, Compagnon de la Libération.
- Jean-Claude Vajou (1929-2003), journaliste politique.
- Henri de Bordas (1921-2011), général de corps aérien.
- Alain Mimoun (1921-2013), athlète, champion olympique du marathon.
- Michel Catty, dit Michou (1931-2020), directeur de cabaret.

#### Ont vécu à Saint-Mandé
- Nicolas Fouquet (1615-1680), homme d'État, propriétaire d'un château à Saint-Mandé.
- Eugène-François Vidocq (1775-1857), aventurier français, successivement délinquant, bagnard, indicateur puis policier et enfin détective privé, a vécu à Saint-Mandé.
- Juliette Drouet (1806-1883), actrice et compagne de Victor Hugo, a vécu à Saint-Mandé et y est enterrée.
- Alfred Grévin (1827-1892), sculpteur, caricaturiste, dessinateur et créateur de costumes de théâtre, a habité au 16bis rue de Bérulle et est enterré à Saint-Mandé.
- Adèle Hugo (1830-1915), seconde fille de Victor Hugo, internée en maison de santé à Saint-Mandé de 1872 à sa mort.
- Paulus (1845-1908), chanteur, a vécu rue Faidherbe à Saint-Mandé, où il est mort.
- Georges Courteline (1858-1929), romancier et dramaturge. Il a vécu dans le quartier de Saint-Mandé annexé à Paris en 1860, et y est mort.
- Jules Viard (1862-1939), archiviste et historien. A vécu au 17, avenue Gambetta, où il est mort.
- Paul Pelliot (1878-1945), linguiste français, sinologue et tibétologue, explorateur. Il a vécu dans son enfance rue Renault à Saint-Mandé.
- Edmond Miniac (1884-1947), avocat général à la cour de cassation, a vécu à Saint-Mandé de 1938 à 1947.
- Charles Nungesser (1892-1927), aviateur. Il a vécu à Saint-Mandé.
- Julián Gorkin (1901-1987), écrivain, journaliste, et homme politique espagnol. Il vécut en exil à Saint-Mandé.
- Germaine Tillion (1907-2008), résistante et ethnologue. A vécu à Saint-Mandé et y est morte[56],[57].
- Maurice Boitel (1919-2007), artiste peintre, lithographe et céramiste. Il a peint de nombreux tableaux de Saint-Mandé. Son arrière-grand-mère y avait sa maison de campagne.
- Juliette Benzoni (1920-2016), autrice de romans historiques et scénariste, ayant habité jusqu'à sa mort au 53bis, avenue Alphand.
- Pierre Boussel dit Pierre Lambert (1920-2008), homme politique, a vécu au 25, rue Allard plus de soixante ans et jusqu'à sa mort.
- Robert Lamoureux (1920-2011), acteur, humoriste, auteur dramatique, réalisateur, poète, parolier et scénariste. Il a vécu à Saint-Mandé dans sa jeunesse, et évoqua cette période en spectacle, dans un texte titré Saint-Mandé dont il est l'auteur[58].
- Jean José Marchand (1920-2011), critique d'art, de cinéma, et de littérature, a vécu à Saint-Mandé.
- Robert-André Vivien (1923-1995), homme politique.
- Claude Carliez (1925-2015), maître d'armes et cascadeur, a habité Saint-Mandé.
- Jean-Paul Roussillon (1931-2009), acteur et metteur en scène, a habité Saint-Mandé.
- Jean-Louis Swiners (1935-2019), photographe et photojournaliste, a vécu au 10, rue Benoit-Lévy de 1942 à 1961, où il avait installé son home studio et son laboratoire.
- Jean-Claude Mézières (1938-2022), dessinateur français de bande dessinée, a grandi à Saint-Mandé.
- Évelyne Tranlé (?), coloriste de bande dessinée, sœur de Jean-Claude Mézières, a grandi à Saint-Mandé.
- Jean-Jacques Debout (1940), auteur-compositeur-interprète, a passé son enfance à Saint-Mandé.
- Claudine Brelet (1941), anthropologue, experte internationale et femme de lettres, a grandi et vécu à Saint-Mandé de 1946 à 1974, notamment de 1946 à 1953 dans l’immeuble Art déco du 90 bis, chaussée de l’Étang.
- Guy Ribes (1948), artiste peintre et faussaire en art, avait son atelier à Saint-Mandé.
- Jacques Legros (1951), journaliste, a habité Saint-Mandé.
- Smaïn (1958), comédien et humoriste, a grandi à Saint-Mandé où il était élève de l'école Notre-Dame puis du lycée Saint-Michel.
- Laurent Fignon (1960-2010), cycliste, a vécu Saint-Mandé[59].
- Éric Faye (1963), écrivain, habite Saint-Mandé.
- Louis Maufrais (1977), médecin de guerre, écrivain.

### Héraldique et devise
| Blason de Saint-Mandé | Blason  | Écartelé : au premier d'argent à l'écureuil rampant de gueules ; au deuxième d'azur à la tourelle accompagnée de son avant-mur mis en fasce, le tout d'argent, maçonné et ajouré de sable ; au troisième d'azur à trois fasces ondées d'argent, accompagnées en pointe d'un croissant du même ; au quatrième de gueules au chevron d'or accompagné de trois molettes d'éperon du même. |
| Blason de Saint-Mandé | Détails | L'écureuil fait partie des armes de Fouquet, le croissant évoque également la terrasse en demi-lune de sa propriété de Saint-Mandé. Les ondes d'argent sont mises pour les ruisseaux du bois de Vincennes et le lac de Saint-Mandé, les étoiles et le chevron d'or pour les armoiries de Bérulle. Les rameaux de lys et l'enceinte (autour du blason proprement dit) et la tourelle rappellent l'appartenance au domaine royal de Vincennes. La devise de la ville est : Creco et floresco, ce qui signifie « Je croîs et je fleuris ». Le statut officiel du blason reste à déterminer. |